# Yamil Asad
Yamil Asad, né le 27 juillet 1994 à San Antonio de Padua, est un footballeur argentin. Il joue au poste de milieu offensif au Cuiabá EC. Il est le fils d'Omar Asad.

## Biographie

### Prêts en Major League Soccer
En février 2018, D.C. United rachète les droits en Major League Soccer de Yamil Asad pour 600 000 $ et obtient un prêt avec option d'achat du CA Vélez Sarsfield.

### Transfert à D.C. United et parenthèse chilienne
Le 2 mars 2023, D.C. United annonce le transfert de Yamil Asad qui revient au club de la capitale pour une troisième fois après une saison passée à l'Universidad Católica en première division chilienne.